# Pé (unidade)
Pé (ou pés no plural; símbolo: ft ou ′) é uma unidade de medida de comprimento. Um pé corresponde a 12 polegadas, e três pés são uma jarda. Esse sistema de medida é utilizado atualmente no Reino Unido, nos Estados Unidos e, com menor frequência, no Canadá.
Um pé correspondia a onze polegadas e meia. Hoje, a medida é doze polegadas. Esta medida é amplamente usada na aviação e atualmente equivale a 30,48 centímetros.

## Definição

### Pé internacional
Em 1958 os EUA e países da Commonwealth of Nations definiram a jarda internacional como 0,9144 metros. Consequentemente, o pé internacional ficou definido por 0,3048 metros.
O símbolo internacional do pé é ft (veja ISO 31-1, Annex A). Em alguns casos, o pé é denotado por uma plica, e a polegada por uma plica dupla.
Por exemplo: 5 pés e 2 polegadas é representado por 5′2″.
Isso pode gerar confusão, porque a plica e a plica dupla também são os símbolos internacionais do minuto de arco e segundo de arco.
Equivalências
- Um terço (1/3) de jarda
- 12 polegadas
- 1/5280 de milha

### Medida norte-americana
O pé norte-americano é definido exatamente como sendo 1 200/3 937 metros, aproximadamente 0,30480061 m. É utilizado apenas para mudança de unidades pelo U.S. Coast and Geodetic Survey. É 610 nm maior que a definição internacional.
Este valor é usado por inspetores terrestres e cartógrafos em suas plantas e mapas. Cada estado possui uma lei que define qual valor padrão será adotado. A diferença é particularmente notável ao se converter coordenadas que estão no "Sistema de coordenadas" de um dado estado. [J. Thaddeus Eldredge, PLS, Massachusetts]

## Origem histórica
O pé como medida foi usado em quase todas culturas, e era geralmente dividido em 12 ou 10 polegadas (ou em 16 "dedos"). O primeiro padrão de medida originou-se na Suméria, onde uma definição foi gravada na estátua de Gudéia da cidade de Lagash, por volta de 2575 AC. Certos metrologistas especulam que a unidade imperial foi adaptada de uma medida egípcia pelos gregos e, posteriormente um pouco maior, pelos romanos.
A crença popular diz que o valor original era o comprimento do pé de um homem. Em geral, isso é verdade, mas autoridades locais e leis nacionais começaram a ajustar e definir medidas; provavelmente não foi utilizado (como base) o pé de nenhum indivíduo em especial. Em áreas rurais (sem leis regulamentadoras) muitas unidades foram de fato baseadas em tamanhos das partes do corpo ou, por exemplo, na área que podia ser arada em um dia. Da mesma forma, o pé humano foi (sem dúvida) a origem da medida chamada "pé". Para prevenir discórdias e permitir o comércio, muitas cidades decidiram padronizar a medida e publicá-la. A fim de permitir o uso simultâneo de unidades de comprimento baseadas em diferentes partes do corpo e em outras unidades "naturais", essas diversas unidades foram redefinidas como múltiplas umas das outras, de modo que os valores originais deixaram de existir. Esse processo de padronização iniciou-se na Escócia em 1150, e na Inglaterra em 1303; mas diversos padrões regionais existiram anteriormente.
Alguns acreditam que a medida original do pé inglês era a do rei Henrique I da Inglaterra, que tinha um pé de 30,48 cm. Ele desejava padronizar a unidade de comprimento na Inglaterra. Entretanto, isso é improvável, pois há registros de promessas desse tipo realizadas 70 anos antes de seu nascimento (Laws Æthelstan). Isso não exclui a possibilidade de que o antigo valor foi redefinido de acordo com o tamanho do pé de Henrique I. De fato, há evidências de que esses tipos de processos foram comuns (em épocas anteriores pelo menos); ou seja, um novo monarca importante poderia tentar impor um novo padrão a uma unidade já existente. Porém é improvável que o tamanho do pé de um rei tenha se mantido como valor padrão até os dias de hoje.
A média do comprimento do pé é em torno de 9,4 polegadas (240 mm ou 24 cm) para os europeus atuais. Aproximadamente 99,6% dos homens britânicos tem um pé menor que 12 polegadas de comprimento. Uma tentativa de se explicar as polegadas "faltantes" é a de que a medida refere-se não ao pé nu, mas ao comprimento do calçado. Tal fato é consistente com a necessidade da medida ser conveniente para propósitos práticos, tais como em locais de construção: as pessoas quase sempre medem em passos quando estão calçadas ao invés de fazê-lo descalças.
Há, no entanto, registos históricos de definições da polegada baseadas na largura (não no comprimento) de um polegar, que são muito precisas para as normas dessa época.
Uma destas foi baseada numa média calculada usando três homens de tamanhos diferentes, proporcionando assim uma surpreendente exatidão e uniformidade em todo o país (mesmo sem regras de calibração).
Portanto, parece provável que desde (pelo menos) o século XII o comprimento (com precisão) de um pé foi de facto baseado na polegada, e não o contrário. Sendo esta medida aproximadamente o tamanho da maioria dos pés calçados, isto fez com que se generalizasse a prática de os usar como unidades de medida, sem que para isso se usasse qualquer outro tipo de referências. Este foi tipo de medição imprecisa que, repetida excessivamente, multiplicou os erros de medida. Este tipo de medição (utilizando o pé calçado) nunca foi obviamente utilizado na inspecção ou construção de edifícios complicados.